# Cerovica, Šmartno pri Litiji
Cerovica este o localitate din comuna Šmartno pri Litiji, Slovenia, cu o populație de 140 de locuitori.